# Pietro Annigoni
Pietro Annigoni (Milaan, 7 juni 1910 - Florence, 29 oktober 1988) was een Italiaanse schilder, tekenaar, graficus en beeldhouwer.

## Leven en werk
Annigoni werd in 1910 in Milaan geboren. Hij kreeg zijn opleiding tot schilder van Felice Carena, tot beeldhouwer van Giuseppe Graziosi  en tot graficus van Celestino Celestini. Hij vestigde zich in 1925 in Florence, maar was ook buiten Italië werkzaam in verschillende landen zoals Oostenrijk, Duitsland, Engeland, Spanje, de Verenigde Staten, India, Zuid-Afrika en Iran. Hij maakte naam als portretschilder van bekende persoonlijkheden. Zo maakte hij in 1955 het staatsieportret van koningin Elizabeth. Twee jaren later maakte hij een portret van haar zus Margaret. Andere bekende portretten van hem zijn van de presidenten John F. Kennedy en Lyndon B. Johnson van de Verenigde Staten en van Paus Johannes XXIII. Hij portretteerde eveneens de Engelse ballerina Dame Margot Fonteyn en balletdanser Rudolph Nureyev. Daarnaast is Annigoni ook bekend geworden als frescoschilder van religieuze motieven. In zijn werk zijn de invloeden van de Italiaanse renaissance zeer herkenbaar. De Amerikaanse kunstschilderes en schrijfster Dawn Cookson kreeg van Annigoni, toen zij hem in Engeland ontmoette, aanwijzingen om schilderen en vooral tekenen te leren aan de Academie van Perugia. Dit deed zij gedurende twee jaar. Zij won het vertrouwen van de Italiaanse meester en schreef een boek over hem en wat zij meemaakte in het zeer strikte privéleven van de Florentijnse kunstschilder. Hiervan was bekend dat hij de 'oude' technieken van ei-tempera toepaste, door hem zelf bereid. Dat wil zeggen dat hij de verfpoeder mengde met eigeel, die de functie van lijnolie vervulde. Deze olieverf vormde een solider ondergrond, die minder snel ging craqueleren of nadonkeren. Hieruit bleek ook hoezeer Annigoni met zijn techniek en manier van werken vasthield aan de renaissance.
Annigoni ligt begraven op de begraafplaats van Porte Sante in Florence.